# Palais Nowik

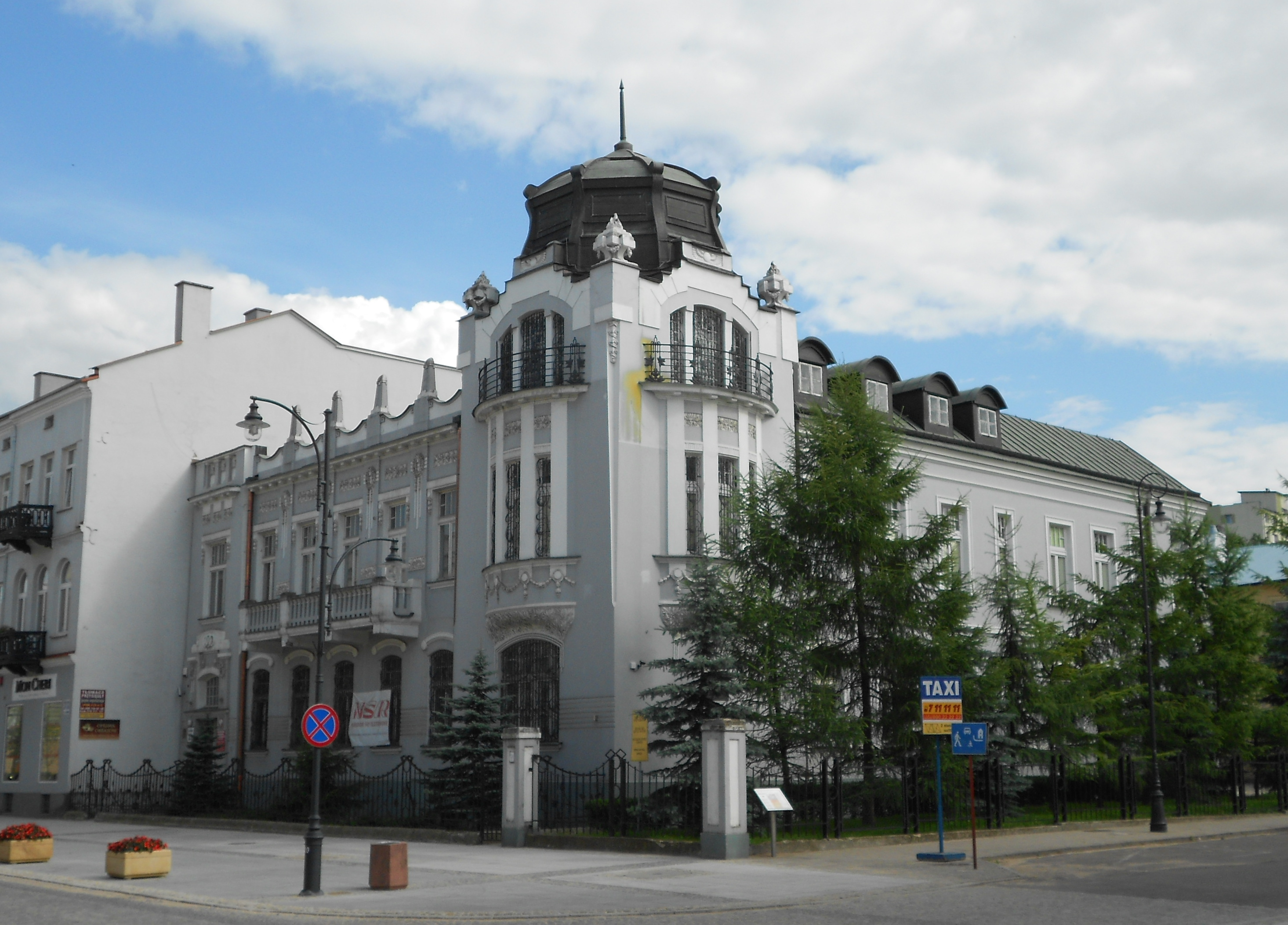
Palais Nowik

Das Palais Nowik in Białystok, einer Stadt in der polnischen Woiwodschaft Podlachien, wurde von 1910 bis 1912 errichtet. Die Villa an der Lipowa-Straße 35 ist ein geschütztes Kulturdenkmal.
Das Wohnhaus im Jugendstil wurde für den jüdischen Tuchfabrikanten Chaim Nowik erbaut. Das Haus mit einem hervorspringenden Eckturm setzt einen markanten Akzent in der Straßenflucht.
Heute wird das Gebäude von der polnischen Armee genutzt.